# Sporting Club Viareggio 1922-1923
Questa voce raccoglie le informazioni riguardanti lo Sporting Club Viareggio nelle competizioni ufficiali della stagione 1922-1923.

## Stagione
Prima edizione del torneo cadetto del campionato italiano di calcio. 
La partita del 24 giugno 1923 Viareggio-Biellese viene sospesa per incidenti al 43' del secondo tempo sullo 0-0.
La vittoria viene assegnata alla Biellese 2-0 a tavolino. La Biellese vincerà la seguente finale e il titolo onorifico.

## Rosa
| N. |                   | Ruolo | Calciatore         |
| -- | ----------------- | ----- | ------------------ |
|    | Italia (bandiera) | C     | Fabio Baldini      |
|    | Italia (bandiera) | P     | Bianco Bandoni     |
|    | Italia (bandiera) | C     | Elisio Barsanti    |
|    | Italia (bandiera) | D     | Fabio Barsanti     |
|    | Italia (bandiera) | A     | Roberto Barsanti   |
|    | Italia (bandiera) | D     | Ubaldo Cinquini    |
|    | Italia (bandiera) | C     | Egisto Giorgetti   |
|    | Italia (bandiera) | D     | Lorenzo Puccinelli |

| N. |                   | Ruolo | Calciatore           |
| -- | ----------------- | ----- | -------------------- |
|    | Italia (bandiera) | A     | Renato Puccinelli    |
|    | Italia (bandiera) | D     | Euro Riparbelli      |
|    | Italia (bandiera) | A     | G.Battista Rosellini |
|    | Italia (bandiera) | C     | Cesare Simonini      |
|    | Italia (bandiera) | A     | Alfonso Tomei        |
|    | Italia (bandiera) | A     | Emilio Vannucchi     |